# Leo McCarey
Pour les articles homonymes, voir McCarey.
Leo McCarey est un réalisateur américain, né le 3 octobre 1898 à Los Angeles et décédé le 5 juillet 1969 à Santa Monica. Il a obtenu quatre Oscars.
Auteur de nombreux courts-métrages burlesques muets, lançant la carrière de Laurel et Hardy, il poursuit sur cette veine dans le cinéma parlant avec les Marx Brothers, mais réalise aussi des films marquants dans des genres variés, comme la screwball comedy avec Cette sacrée vérité, le mélodrame avec les deux versions de Elle et lui et la comédie musicale avec le grand succès des Cloches de Sainte-Marie.

## Biographie

### Vie personnelle
McCarey est né Thomas Leo McCarey à Los Angeles. Il est le fils aîné de Thomas McCarey, manageur de boxeurs, et de Leona Mistrot McCarey, fille de parents français. Il reçoit une éducation catholique et sportive, faisant ses études primaires à la St. Joseph’s Catholic school puis à la Los Angeles High School. Il est le frère du réalisateur Ray McCarey. Il se marie en 1920 avec Stella Martin (1894-1987), ils eurent un seul enfant. Sur la fin de sa vie, il souffrit d'emphysème pulmonaire avant de mourir à Santa Monica.

### Carrière

#### Ses débuts à Hollywood

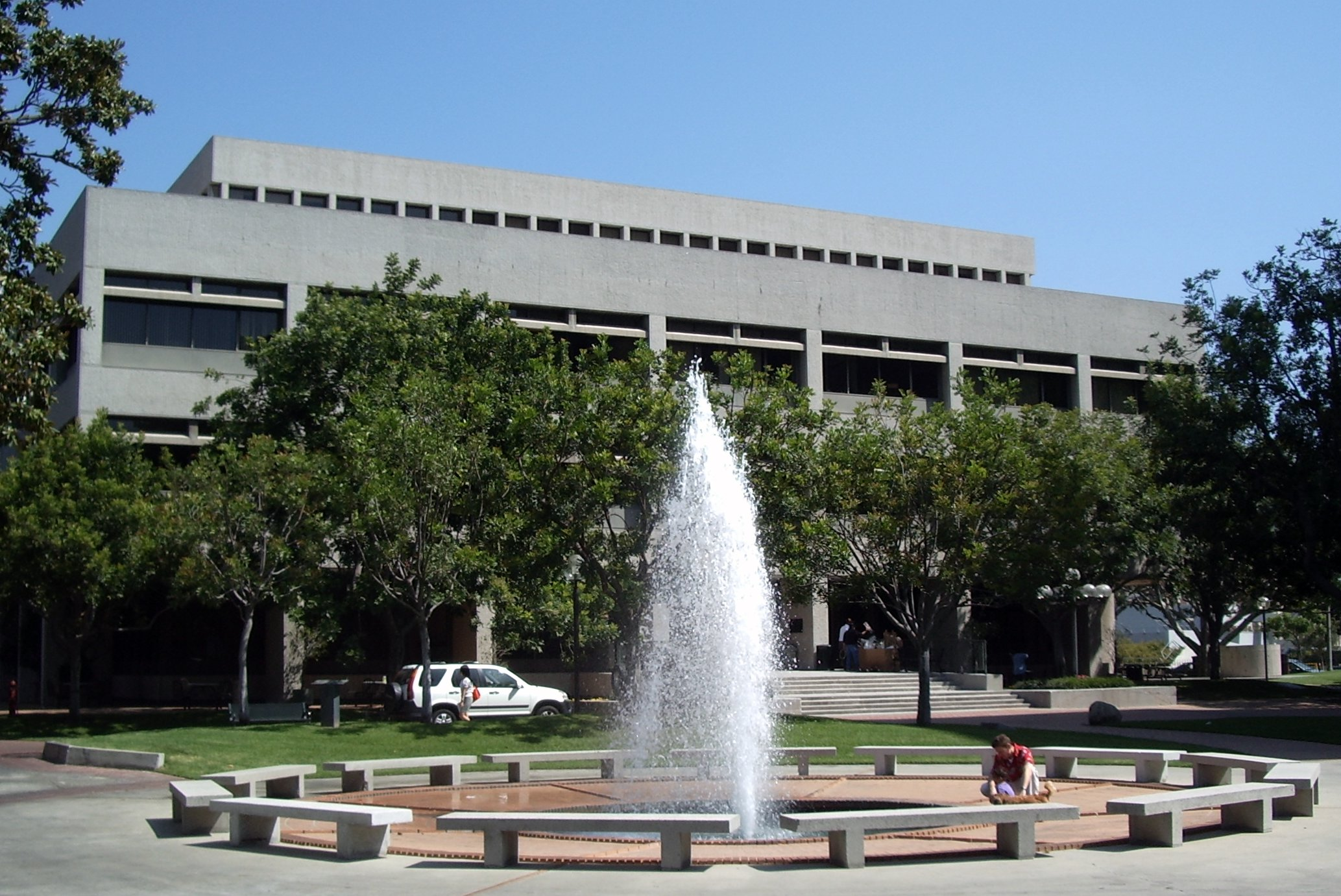
University of Southern California Law School

À la suite d'études à la faculté de droit de l'université du Sud de la Californie,, Leo McCarey s'essaye dans un premier temps à diverses activités.
Il écrit des chansons comme When the Eagle Flaps His Wings and Calls on the Kaiser, qu'il vend en 1918, mais il ne parvient pas à gagner assez d'argent pour vivre de la musique, ce qui constitue d'ailleurs une de ses plus grandes frustrations à la fin de sa vie. Il tente un début de carrière dans la boxe. Une nouvelle source de revenus apparaît lorsque, à la suite d'un accident d'ascenseur, il récupère 5 000 $ en dommages et intérêts, qu'il investit dans une mine de cuivre ; mais celle-ci fait faillite,. Il essaye également, mettant en pratique ses études de droit, de devenir avocat. Il perd la plupart de ses procès car il n'a pas envie de défendre des coupables.
Il devient rapidement à Hollywood, dans les studios de l'Universal, l'assistant de Tod Browning (1918-1923), introduit par son ami David Butler, qui l'embauche comme « script girl », pour La Vierge d'Istanbul (The Virgin of Stamboul, 1920). Dès  1921, sous le giron d'Universal Studios, il réalise son premier long métrage, la comédie satirique Figures du passé (Society Secrets, 1921).

#### Réalisateur de courts métrages comiques
De 1923 à 1929 il travaille pour le producteur Hal Roach, dirigeant ou supervisant un grand nombre de courts métrages comiques. Il est le metteur en scène attitré de Charley Chase entre 1924 et 1926, et à partir de 1928, il dirige nombre de films du duo Laurel et Hardy. 
Il définit le rôle de « superviseur » en ces termes :

« Cette « supervision »,[…], était à l'époque la fonction du responsable de pratiquement tout dans le film : écrire l'histoire, la découper, réunir les gags, tout coordonner, visionner les rushes, s’occuper du montage, de l'envoi des copies, du second montage quand les réactions à la « preview » n'avaient pas été assez bonnes, et même, de temps en temps, tourner une seconde fois les scènes… La fonction du superviseur comportait quasi toutes les responsabilités »

La qualité de son travail le fait même nommer vice-président et superviseur des productions comiques du studio en 1926,,. Le nombre exact de ses films est très controversé, ainsi que le rôle précis joué par McCarey, qui aurait eu l'idée de faire de Laurel et Hardy un « tandem comique ». Il explique en effet que le superviseur n'avait que rarement son nom dans les crédits, et estime le nombre de Laurel et Hardy qu'il « fit » à une centaine. Il affirme cependant qu'il a eu l'idée de réunir Laurel et Hardy :

« Pour en revenir à Laurel et Hardy, il faut que je vous dise que c'est moi qui ai eu l'idée de les faire jouer ensemble : Laurel travaillait pour moi comme gagman, et Hardy n'était qu'un figurant ordinaire […] Je fis appeler Hardy et lui dis que j'avais pour lui un projet qui lui rapporterait dix dollars par jour pour six jours par semaine, et il s'écria : « Oh ! Monsieur, c'est une nouvelle merveilleuse… soixante dollars par semaine ! Je n'arrive pas à y croire ! ». Laurel, lui, touchait cent dollars. »

Ce qui ne fait pas de doute, c'est que, d'une part, les meilleurs films de Laurel et Hardy sont précisément réalisés en 1928-1929 sous la supervision de McCarey, et que, d'autre part, cette période constitue pour lui un apprentissage unique du gag et du tempo comique. Citons Vive la liberté (Liberty, 1929), Y a erreur ! (Wrong Again!, 1929), La Bataille du siècle (1927), et, dirigé par James W. Horne mais supervisé par McCarey, Œil pour œil (1929), où ils vendent des arbres de Noël et détruisent avec une détermination méthodique la maison de James Finlayson, qui lui-même détruit leur véhicule, tandis que l'agent de police Tiny Sanford note tout sur un calepin, sans intervenir. Il affirme cependant en avoir dirigé un en entier : Mon neveu l'Écossais (Putting Pants On Philip, 1927) :

« Celui-là, je l'ai réalisé entièrement : c'est mon enfant. Je l'ai fait du début à la fin sans aucune aide extérieure. Car personne ne voulait le faire, celui-là ! Bien qu'étant le producteur, le boss en somme, j'ai tenu à le réaliser […] Bref, l'idée de ce film ne plaisait à personne au départ, et j'en fus si furieux que je fermai mon bureau pour aller moi-même sur le plateau avec Laurel et Hardy […] ainsi j'ai écrit et réalisé ce film à peu près en six jours. Je suis content que vous l'aimiez : c'est un de mes favoris »

Il porte une estime toute particulière à Stanley Laurel, qu'il considérait comme intelligent et doué, tandis qu'il considère Oliver Hardy comme bien moins créatif et intelligent, le considérant presque comme un enfant (il le surnommait « Babe » Hardy).
En 1929, confiant en ses capacités, et décidé à entreprendre des travaux plus personnels, il quitte les Hal Roach Studios, triste de devoir se séparer du duo comique. Selon lui, cette association lui apporta beaucoup, il la juge irremplaçable, appréciant notamment la rapidité à laquelle les courts métrages étaient filmés :

« C'était une époque vraiment merveilleuse : toutes les deux ou trois semaines, nous devions avoir achevé l'un de ces courts métrages, et, à mesure que la qualité s'améliorait, on nous accordait plus de temps, plus d'argent aussi! »

Il pense que c'est grâce au succès de ces films qu'il put par la suite devenir un réalisateur de longs métrages. Il déclare finalement, parlant du duo comique : « leur comique ne peut pas vieillir, il n'est pas atteint par le temps ».

#### Les premiers longs-métrages

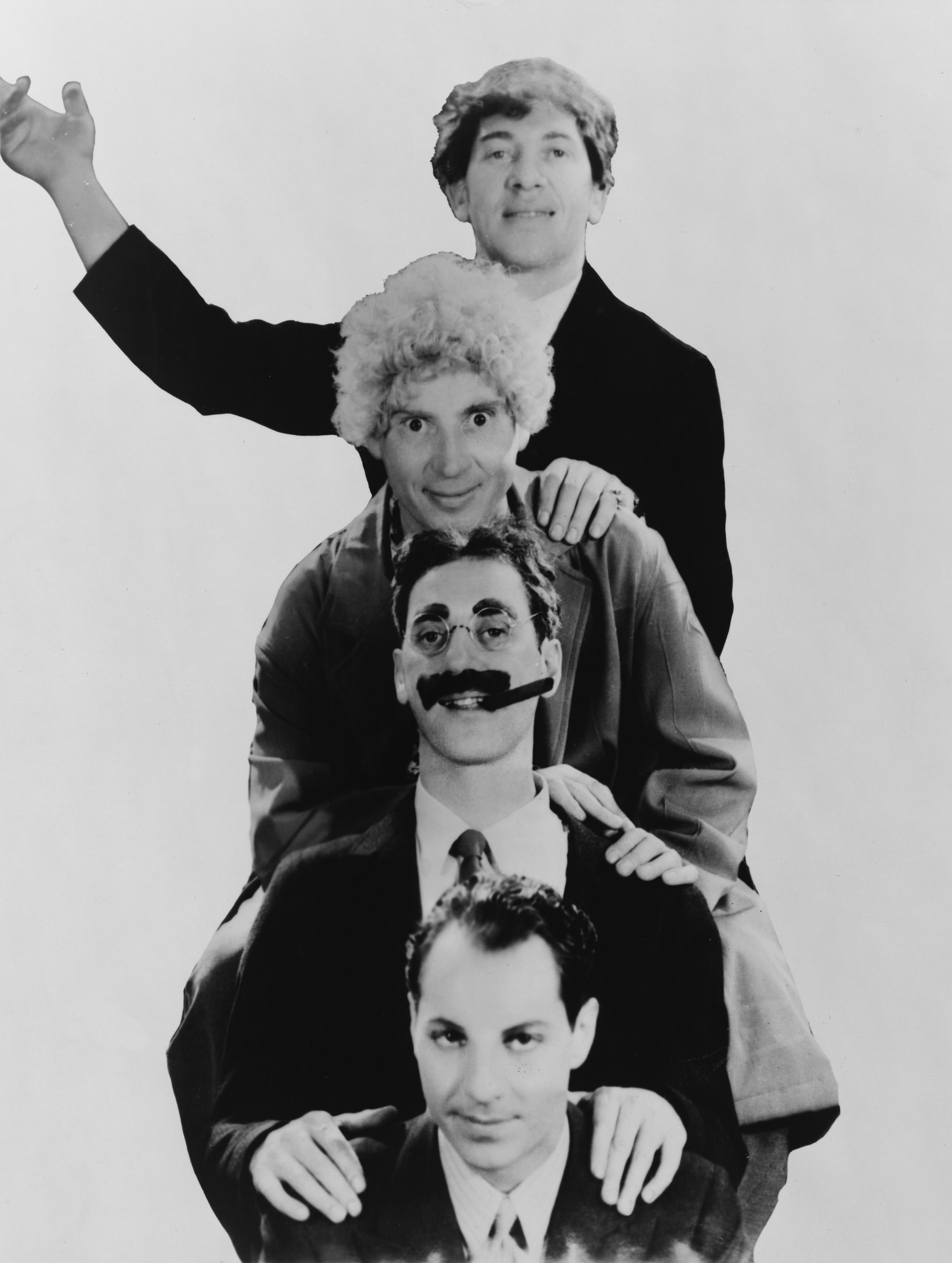
Les Marx Brothers en 1931 (de haut en bas : Chico, Harpo, Groucho, Zeppo)

De 1929 à 1931, McCarey réalise six longs métrages, dont la fameuse comédie Madame et ses partenaires (Part Time Wife, 1930), l'histoire d'une femme passionnée de golf à tel point que son mari se voit forcé de le pratiquer pour sauver son mariage. Part Time Wife fut en quelque sorte son premier succès, il lui permit en effet de doubler son salaire et de contribuer à la renommée du réalisateur. De plus, selon McCarey, Part Time Wife annonce certaines scènes de Cette sacrée vérité, film qui lui vaut son oscar : « Bien qu'ils n'aient pas été tournés de la même façon, il y a dans Cette sacrée vérité deux ou trois scènes qui étaient la paraphrase de scènes identiques de Part Time Wife. Mais je n'avais pas alors autant d'expérience, et ces scènes sont, je crois, meilleures dans leur « remake » ».
Son premier long-métrage est L'étudiant de 1929 (The Sophomore (terme désignant un élève en seconde année de collège), 1929), dont Leo McCarey écrit une grande partie du scénario. Un détail amusant de ce tournage est que le producteur du film était Joseph Patrick Kennedy, père de John Fitzgerald Kennedy.

Il ne garde pas un très bon souvenir de son deuxième long métrage, Rythmes rouges (Red Hot Rhythm, 1929) : 

« Mon film suivant :  Red Hot Rhythm, était aussi une comédie, mais très mauvaise. C'est l'un des plus mauvais films que j'aie faits. Je ne veux pas chercher d'alibi, mais le tournage coïncidait avec une grève du syndicat des acteurs, et on ne pouvait pas utiliser les gens qui n'étaient pas sous contrat avec le studio. C'était un petit studio : nous n'avions donc personne. L'acteur qui tenait le rôle principal était supposé être un chanteur et compositeur, et il n'avait pas de voix. En ce temps-là nous n'utilisions pas encore le doublage. Quand il parlait, on croyait que ce pauvre homme avait une grenouille dans la gorge : et voilà qui était notre chanteur ! Ce n'est là qu'un des inconvénients que j'ai affrontés pendant le tournage de ce film. »

Il en est de même pour Wild Company, qu'il n’apprécie pas.
Pour Let's Go Native (1930), McCarey, produit par Ernst Lubitsch, avec qui il devient ami, et fait tourner les vedettes de la Paramount, comme Jeanette MacDonald, Kay Francis, ou Jack Oakie, ainsi le tournage fut plus agréable.
Le véritable début de sa carrière est 1932, avec Kid d'Espagne (The Kid from Spain), dont il écrit le scénario original pour le comique Eddie Cantor et dont la chorégraphie est due à Busby Berkeley. En effet, selon McCarey, « Dans Kid d'Espagne, il y a la plus extraordinaire corrida qu'on ait jamais filmée. Et ce n'est pas seulement mon opinion, mais celle des critiques », bien que le tournage de cette scène fut chaotique : « Pendant cinq jours nous avons  essayé de filmer cette séquence : et nous avons eu de multiples ennuis. Quand nous voulions que le taureau charge, il ne voulait pas bouger. Et quand les caméras ne fonctionnaient pas, il tâchait de nous tuer tous. », et le cascadeur finit même par se blesser.

#### Les Marx Brothers
Le succès de Le Roi de l'arène vaut à McCarey un contrat avec la  Paramount et une offre des Marx Brothers qu'il dirige dans  La Soupe au canard (1933), titre repris d'un court métrage de Laurel et Hardy. Leo McCarey explique qu'il ne voulait pas tourner le film, à l'inverse des Marx Brothers, qui « voulaient absolument que je les dirige dans un film », mais qu'à la suite d'histoires complexes de contrats rompus et renouvelés, il y fut obligé. Satire antimilitariste mettant en scène une guerre d'opérette entre deux états imaginaires, Soupe au canard constitue, en même temps, dans l'œuvre des Marx Brothers, un sommet d'humour,. Leo McCarey n'en garde cependant pas un très bon souvenir : tout d'abord, il décrit le tournage comme une grande folie : 

« La chose la plus surprenante de ce film, ce fut que je réussisse à ne pas devenir fou. [...] Il était presque impossible de les réunir tous les quatre à la fois. Il en manquait toujours un ! Oui, ils étaient les quatre personnes les plus cinglées que j'aie jamais rencontrées. »

Il garde finalement un avis plutôt négatif sur le film.

#### Collaboration avec d'autres comiques
McCarey continue à mettre son talent au service de comiques dont les personnages sont déjà constitués, ce qui limite évidemment ses possibilités d'expression : 'Six of a kind (1934) est construit autour de W. C. Fields, George Burns et Gracie Allen ; Ce n'est pas un péché (1934) autour de Mae West ; Soupe au lait (1936), autour de Harold Lloyd. De ces films, à certains égards personnels, McCarey ne gardera pas le meilleur souvenir, cependant, il « sauve » Ce n'est pas un péché, qui lui permit de rencontrer et de travailler avec Duke Ellington, ce qui l'émut particulièrement. Il garda un particulièrement mauvais souvenir avec Soupe au lait, film qu'il n'aime pas beaucoup : « Pour moi, la fortune fut moins favorable, car je bus le lait d'une vache contaminée et on dut m'emmener en ambulance hors du studio tant j'avais de fièvre. [...] Je suis presque mort cette fois là. »

#### Vers la célébrité
Pendant les dix années suivantes, il réalise l'essentiel de son œuvre, les films qu'il réalise correspondent exactement à ses ambitions et font brièvement de lui (en compagnie de son ami Frank Capra), l'un des tout premiers metteurs en scène d'Hollywood : L'Extravagant Mr Ruggles (1935) est, à l'instar des œuvres engagées de Capra, une comédie loufoque qui comporte un message. Le valet de chambre européen (admirablement interprété par Charles Laughton,) découvre, au contact de l'Ouest américain, les valeurs démocratiques, au point de donner une leçon à ses nouveaux compatriotes en leur récitant le discours de Abraham Lincoln à Gettysburg, que pour leur part ils ont oublié.
Dans le registre grave, Place aux jeunes (1937), adaptation de la nouvelle de Josephine Lawrence (en) Years Are So Long montre l'agonie d'un vieux couple contraint à la séparation par l’égoïsme de ses enfants ; McCarey pratique là un art consommé de la litote, qui rend l'émotion d'autant plus vive qu'il n'en est apparemment jamais fait appel. C'est un conte de fées à l'envers, et l'envers même de la screwball comedy, que vivent Victor Moore et Beulah Bondi, contraints de quitter la piste de danse non pas à minuit, mais dès neuf heures du soir. Les studios Paramount hésitèrent à produire ce film, ce qui obligea McCarey à embaucher d'anciens acteurs pour faire le film qu'il considère comme son plus personnel, malheureusement, le film fut un échec financier, et cet échec causa le renvoi de McCarey des Studios Paramount,. Cet échec fut un choc pour McCarney, si bien que lorsqu'il reçut son premier Oscar, il expliqua à tout le monde qu'il l'avait reçu pour le mauvais film,.
McCarey embauché par Harry Cohn à la Columbia, collabore à nouveau avec Viña Delmar (scénariste de Place aux jeunes) sur Cette sacrée vérité (1937), comédie loufoque qui lui vaut un Oscar du meilleur réalisateur bien caractéristique de sa manière par son esprit nettement égrillard qu'on retrouve dans Ce bon vieux Sam (1948) et dans La Brune brûlante, et aussi dans Mon épouse favorite (1940), que McCarey (victime d'un accident de voiture qui faillit le tuer et le laissa en chaise roulante) se contente de « superviser » et que signe Garson Kanin. Il garde du bref tournage de Cette sacrée vérité un très bon souvenir.

#### Les deux versions deElle et lui

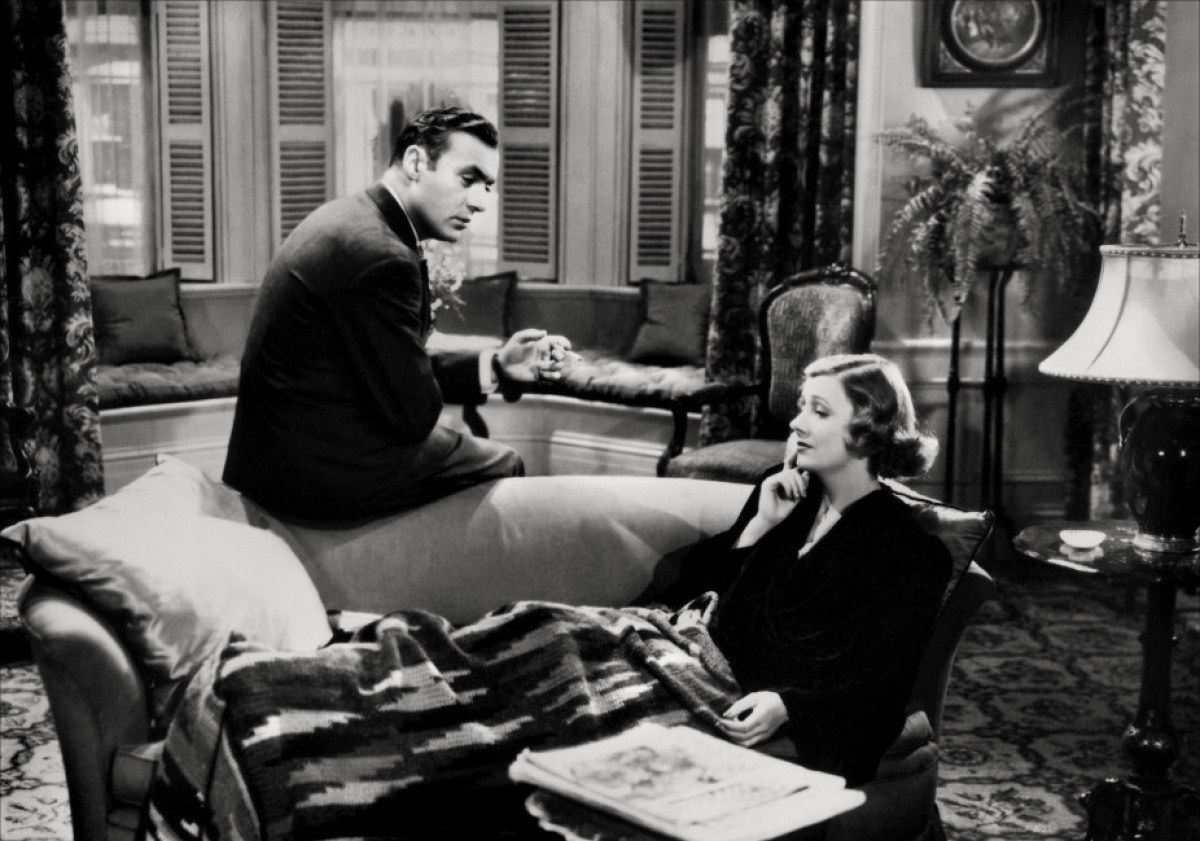
Charles Boyer et Irene Dunne dans Elle et lui

En 1939, c'est Elle et lui, comédie dramatique et sentimentale qu’interprètent avec une grande pudeur Charles Boyer et Irene Dunne ; en 1957, McCarey en réalise un remake avec Cary Grant et Deborah Kerr, Elle et lui, qui, placé hors du contexte des années 1930, acquiert une sorte de qualité provocatrice, réaffirmant, à contre-courant des modes et des idées reçues, la beauté anachronique d'un certain cinéma tour à tour tendre, grave et comique.
Paul Vecchiali pense que « McCarey a plutôt été tenté par une « revisitation » de l’histoire en lui donnant un aspect presque irréel, voire fantastique. », et compare ensuite les deux versions de Elle et Lui aux deux versions de L'Homme qui en savait trop de Alfred Hitchcock (1934 et 1956) dans le renouvellement des idées et son traitement.
Cependant, selon Leo McCarey, le deuxième film est un « véritable remake » du premier, et explique que « Comme au moins deux générations de jeunes n'avaient pu voir cette première version, j'ai eu le sentiment que je devais de nouveau la raconter pour eux ». Selon lui, la seule différence entre les deux versions est la présence de Cary Grant dans le second, qui fait ressortir l'aspect comique de chaque situation. Quant à son avis sur le film, il déclare que « je préfère la première version pour sa beauté, et la seconde parce que, financièrement, elle a été un beaucoup plus grand succès ».
Le remake d'Elle et Lui soulignait, dans son titre même (An Affair to Remember en version originale), son propre anachronisme, son désir de retour en arrière, mais surtout de se surpasser, de « vérifier » si son talent est toujours intact,. Il en va de même, en un sens, de La Brune brûlante (1958), comédie explosivement « moderne » qui renoue néanmoins avec les thèmes loufoques des années 1930 et notamment avec le motif de l'adultère toujours sur le point d'être consommé.

#### Un cinéaste engagé, et astucieux
Entretemps, McCarey a signé plusieurs films que, pour différentes raisons, on peut qualifier d'engagés : Lune de miel mouvementée (1942, que McCarey déteste, et dont il dit n'avoir pas même tourné le plan final) marchant sur les brisées de Ernst Lubitsch et de To Be or Not to Be, ridiculise les nazis ; La Route semée d'étoiles (1944), qui remporta quatre Oscars, et Les Cloches de Sainte-Marie (1945), le plus grand succès de la RKO révèlent les talents de Bing Crosby, tout en manifestant une sorte de folklore irlandais d'Amérique, où le catholicisme fait bon ménage avec le goût du sport et une santé sexuelle sans complexes. 
Après les deux grands succès que furent La Route semée d'étoiles et Les Cloches de Sainte-Marie, son film suivant, Ce bon vieux Sam, fut considéré comme un échec. Selon McCarey, si le film fut un succès moindre, c'est parce que le scénariste Sinclair Lewis n'accepta pas de travailler avec lui, parce qu'il pensait qu'« un homme qui essaierait de mener de nos jours une vie d'apôtre serait un idiot, et qu'on le considérerait comme tel », l'obligeant à développer seul son personnage. Il finit par admettre son erreur à propos de son idée de départ.

Ensuite, pour son film suivant, La Brune brûlante, il explique sans modestie particulière que : 

« Franchement, ne préférez-vous pas la première moitié du film à la seconde ? Non ? Vous aimez tout ? Je ne comprends pas pourquoi... En fait, j'ai écrit complètement l'histoire : l'auteur du livre était furieux contre moi parce que je n'avais conservé de son texte que les noms des personnages : tout le reste est de moi. Je trouve la fin, que j'ai écrite aussi, très drôle... »

, cependant le film n'eut pas énormément de succès, probablement à cause du manque de publicité comme l'explique le cinéaste.

À la suite du succès de son film, McCarey créa les Rainbow Productions, qu'il vendit par la suite aux studios Paramount. C'est la même idéologie, mais poussé jusqu'à son terme logique, voire jusqu'à l'absurde, qui s'exprime dans My Son John (1952), œuvre qu'on peut qualifier de maccartiste et qui oppose aux vertus réactionnaires d'une mère américaine chrétienne patriotique et démocratique les « états d'âmes » de son fils (joué par Robert Walker), intellectuel perverti par le communisme, finalement repenti mais abattu par ses complices. Lors du tournage du film, un événement terrible se produit : Robert Walker mourut, ce qui entraîna des conséquences terribles sur le moral de l'équipe, sans compter que Leo McCarey devait cacher ce problème aux directeurs du studio (sans quoi ils auraient voulu récupérer l'argent du film), cependant il acheva le film : « J'ai dû avoir recours à tous les trucs que j'avais appris dans ce métier pour transformer les quelques scènes que nous avions tournées en un film véritable. Et nous avons réussi à faire ce film, à le finir », alors qu'un problème majeur se posait : à la fin du film, le héros, incarné par Robert Walker, devait mourir, et la scène n'était pas encore tournée, alors McCarey dut faire appel à son ami Hitchcock : 

« C'est alors que je me suis souvenu qu'Hitchcock, dans L'Inconnu du Nord-Express (Strangers on a Train, 1951), avait filmé une scène où Walker mourait sous un manège. Il était trois heures du matin, et je marchais de long en large dans ma chambre en me disant qu'il fallait attendre que cet endormi d'Hitchcock se réveille. Sept heures : il est encore trop tôt pour tirer Hitch du lit ! Huit heures : toujours trop tôt pour lui - mais si j'attends jusqu'à neuf heures, il sera peut-être parti. Je regarde dans les journaux pour vérifier qu'il ne tourne aucun film. À huit heures et demie, j'ai Hitch au bout du fil et je lui demande : « Est ce que tu as un gros plan de la mort de Walker ? » Il me répond « Je n'en sais rien, mais je peux te retrouver au studio et on se projettera la scène, nous verrons bien ; je sais quels sont tes ennuis : est-ce-que ça suffira pour t'aider ? - Si ça m'aidera ? Mais ça me sauvra la vie ! J'ai l'intention de le faire mourir sous les balles et de lui faire prononcer ces mots : « J'ai fait ma confession », que j'ai sur un disque de lui... » Dans la scène du film d'Hitchcock, le jeune Farley Granger parle avec Walker sous le manège. Je bouillais à la projection : « Mais va-t'en, va-t'en donc ! », heureusement, pendant une seconde, Granger s'éloigne et Walker reste seul, en disant quelques mots. J'ai pris ce plan et j'ai remplacé le texte. Mais comme je ne pouvais me fier à aucun acteur, qui aurait pu révéler aux journaux la mort de Walker, j'ai doublé moi-même ces quelques mots d'une voix à peine audible... »

L'anticommunisme de McCarey se donne à nouveau libre cours, mais avec moins de talent que dans My Son John, dans son dernier film, Une histoire de Chine (1962). Il reconnait la mauvaise qualité du film, mais reporte l'erreur sur les autres : « Une histoire de Chine fut aussi un cauchemar. J'avais une très belle histoire, mais, au milieu du tournage, des gens bien plus puissants que moi se mirent à la modifier. J'ai finalement laissé tomber le film, mon assistant s'est occupé des cinq derniers jours du tournage. ».

#### Bilan
On prétend parfois que l'œuvre de McCarey ne vaut que par quelques « moments » mémorables, qu'il n'est pas un auteur au sens de Capra. Cette opinion demande à être nuancée. Il est vrai que McCarey est inégal, ce qui est d'ailleurs sans doute le lot commun d'un comique fondé sur le gag improvisé. Mais, précisément, son génie comique et son idéologie irlando-américaine sont inextricablement liées, et ensemble définissent son indéniable originalité. Jean Renoir exprima un sentiment partagé de tous lorsqu'il remarqua que « McCarey comprit les gens mieux qu'aucun autre à Hollywood ». Et William R. Meyer rebondit sur ces paroles de Jean Renoir pour expliquer que c'est cette facilité à comprendre les gens qui lui permit de créer « des comédies chaleureuses, pleines d'esprits, parfois loufoques » Si McCarey est aussi peu connu, c'est aussi à cause du fait que la plupart de ses films sont inaccessibles, onze sur trente-trois, ainsi que deux (Ce bon vieux Sam de 1948 et Lune de miel mouvementée de 1942) uniquement dans des versions de piètre qualité.

## Filmographie

### Réalisateur

#### Courts métrages
- 1921 : Figures du passé (Society Secrets)
- 1924 : Publicity Pays
- 1924 : Pour quelques dollars de moins (Young Oldfield)
- 1924 : Stolen Goods
- 1924 : Jeffries Jr.
- 1924 : Why Husbands Go Mad
- 1924 : A Ten Minute Egg
- 1924 : Seeing Nellie Home
- 1924 : Sweet Daddy
- 1924 : Why Men Work
- 1924 : Outdoor Pajamas
- 1924 : Sittin' Pretty
- 1924 : Too Many Mammas
- 1924 : Bungalow Boobs
- 1924 : Accidental Accidents
- 1924 : Trempé jusqu'aux os (All Wet)
- 1924 : The Poor Fish
- 1924 : The Royal Razz
- 1925 : Le Piège à rats (The Rat's Knuckles)
- 1925 : Hello Baby!
- 1925 : Fighting Fluid
- 1925 : The Family Entrance
- 1925 : Plain and Fancy Girls
- 1925 : Should Husbands Be Watched?
- 1925 : Hard Boiled
- 1925 : Is Marriage the Bunk?
- 1925 : Charley s'émancipe (Bad boy)
- 1925 : Le Grand chaperon rouge (Big Red Riding Hood)
- 1925 : Pour le cœur de Sally (Looking for Sally)
- 1925 : Une soirée de folie (What Price Goofy?)
- 1925 : Quelle vie ! (Isn't Life Terrible?)
- 1925 : Innocent Husbands
- 1925 : No Father to Guide Him
- 1925 : La Fille de l'aubergiste (The Caretaker's Daughter)
- 1925 : The Uneasy Three
- 1925 : Hold Everything
- 1925 : Charlie rate son mariage (His Wooden Wedding)
- 1926 : Charley My Boy
- 1926 : Mama Behave
- 1926 : Métier de chien (Dog Shy)
- 1926 : Mum's the Word
- 1926 : Vive le roi (Long Fliv the King)
- 1926 : Le mari à double face (Mighty Like a Moose)
- 1926 : Crazy Like a Fox
- 1926 : Bromo and Juliet
- 1926 : Tell 'Em Nothing
- 1926 : Be Your Age
- 1927 : Should Men Walk Home?
- 1927 : Why Girls Say No
- 1927 : Jewish Prudence
- 1927 : Eve's Love Letters
- 1927 : Don't Tell Everything
- 1927 : Poursuite à Luna-Park (Sugar Daddies)
- 1927 : What Every Iceman Knows
- 1927 : Should Second Husbands Come First?
- 1927 : The Way of All Pants
- 1927 : Us
- 1927 : Vacances de M. Davidson
- 1928 : Pass the Gravy
- 1928 : The Family Group
- 1928 : Laurel et Hardy constructeurs
- 1928 : Came the Dawn
- 1928 : Blow by Blow
- 1928 : Tell It to the Judge
- 1928 : The Fight Pest
- 1928 : Should Women Drive?
- 1928 : Imagine My Embarrassment
- 1928 : Un homme à boue (Should Married Men Go Home?)
- 1928 : That Night
- 1928 : Do Gentlemen Snore?
- 1928 : Habeas Corpus
- 1928 : Feed 'em and Weep
- 1928 : On a gaffé
- 1929 : Going Ga-ga
- 1929 : Vive la liberté (Liberty)
- 1929 : Y a erreur !
- 1929 : When Money Comes
- 1929 : Why Is a Plumber?
- 1929 : Œil pour œil
- 1929 : The Unkissed Man
- 1929 : Madame Q
- 1929 : Dad's Day
- 1951 : You Can Change the World

#### Longs métrages
- 1929 : L'Étudiant
- 1929 : Rythmes rouges
- 1930 : Wild Company
- 1930 : Let's Go Native
- 1930 : Madame et ses partenaires
- 1931 : Indiscret
- 1932 : Kid d'Espagne
- 1933 : La Soupe au canard
- 1934 : Poker party
- 1934 : Ce n'est pas un péché
- 1935 : L'Extravagant Mr Ruggles
- 1936 : Soupe au lait
- 1937 : Au crépuscule de la vie
- 1937 : Cette sacrée vérité
- 1939 : Elle et lui
- 1942 : Lune de miel mouvementée
- 1944 : La Route semée d'étoiles
- 1945 : Les Cloches de Sainte-Marie (The Bells of St. Mary's)
- 1948 : Ce bon vieux Sam
- 1952 : My Son John
- 1957 : Elle et lui
- 1958 : La Brune brûlante
- 1962 : Une histoire de Chine

#### Télévision
- 1955 : Le Choix de..., épisodes Gouverneur malgré lui[5] et Tom and Jerry[6]

### Scénariste

#### Courts métrages
- 1921 : Society Secrets
- 1925 : Looking for Sally
- 1927 : Jewish Prudence
- 1927 : What Every Iceman Knows
- 1927 : Les Forçats du pinceau (The Second 100 Years)
- 1927 : Us
- 1927 : Mon neveu l’Écossais (Putting Pants on Philip)
- 1927 : Fighting Fathers
- 1928 : Dumb Daddies
- 1928 : Aching Youths
- 1928 : From Soup to Nuts
- 1928 : Tell It to the Judge
- 1928 : The Fight Pest
- 1928 : Should Women Drive?
- 1928 : Imagine My Embarrassment
- 1928 : Should Married Men Go Home?
- 1928 : That Night
- 1928 : Is Everybody Happy?
- 1928 : Do Gentlemen Snore?
- 1928 : All Parts
- 1928 : V'là la flotte (Two Tars)
- 1928 : The Boy Friend
- 1928 : The Booster
- 1928 : Habeas Corpus
- 1928 : Feed 'em and Weep
- 1928 : Chasing Husbands
- 1929 : Going Ga-ga
- 1929 : Ruby Lips
- 1929 : Vive la liberté (Liberty)
- 1929 : A Pair of Tights
- 1929 : Off to Buffalo
- 1929 : Y a erreur ! (Wrong Again)
- 1929 : When Money Comes
- 1929 : C'est ma femme (That's My Wife)
- 1929 : Why Is a Plumber?
- 1929 : Thin Twins
- 1929 : Œil pour œil
- 1929 : The Unkissed Man
- 1929 : On n'a pas l’habitude (Unaccustomed As We Are)
- 1929 : Hurdy Gurdy
- 1929 : Movie Night
- 1929 : Son Altesse Royale (Double Whoopee)
- 1929 : Thundering Toupees
- 1929 : The Big Squawk
- 1929 : Places réservées (Berth Marks)
- 1929 : Madame Q
- 1929 : Leaping Love
- 1929 : La flotte est dans le lac (Men O'War)
- 1929 : Dad's Day
- 1929 : Snappy Sneezer
- 1929 : Joyeux pique-nique (Perfect Day)
- 1929 : Crazy Feet
- 1929 : Ils vont faire boum ! (They Go Boom!)
- 1929 : Sky Boy
- 1929 : Une saisie mouvementée (Bacon Grabbers)
- 1929 : Stepping Out
- 1929 : Derrière les barreaux (The Hoose-Gow)
- 1929 : Un amour de chèvre (Angora Love)
- 1930 : Les Deux Cambrioleurs (Night Owls) de James Parrott
- 1930 : Quelle bringue ! (Blotto / Une nuit extravagante / La vida nocturna)
- 1930 : Les Bons Petits Diables (Brats / Gluckliche Kindheit)
- 1930 : Le Joueur de golf (All Teed Up / El jugador de golf)
- 1930 : En dessous de zéro (Below Zero)
- 1930 : Tiembla y titubea
- 1930 : Les Bricoleurs (Hog Wild / Radiomanía / Pêle-mêle)
- 1930 : Fast Work
- 1930 : Locuras de amor
- 1938 : Madame et son cowboy

#### Longs métrages
- 1929 : Rythmes rouges
- 1930 : Madame et ses partenaires
- 1931 : Indiscret
- 1939 : Elle et lui
- 1940 : Mon épouse favorite
- 1942 : Lune de miel mouvementée
- 1944 : La Route semée d'étoiles
- 1945 : Les Cloches de Sainte-Marie (The Bells of St. Mary's)
- 1948 : Ce bon vieux Sam
- 1952 : My Son John
- 1956 : Lux Video Theatre (en)
- 1957 : Elle et lui
- 1958 : La Brune brûlante
- 1962 : Une histoire de Chine
- 1963 : Pousse-toi, chérie

#### Télévision
- 1955 : Le Choix de...

### Producteur

#### Courts métrages
- 1929 : A Pair of Tights
- 1929 : Stepping Out
- 1937 : Au crépuscule de la vie

#### Longs métrages
- 1930 : Let's Go Native
- 1937 : Cette sacrée vérité (The Awful Truth)
- 1939 : Elle et lui (Love Affair)
- 1940 : Mon épouse favorite (My Favorite Wife)
- 1942 : Lune de miel mouvementée (Once Upon a Honeymoon)
- 1944 : La Route semée d'étoiles (Going My Way)
- 1945 : Les Cloches de Sainte-Marie (The Bells of St. Mary's)
- 1948 : Ce bon vieux Sam
- 1952 : My Son John
- 1957 : Elle et lui (An Affair to Remember)
- 1958 : La Brune brûlante (Rally 'Round the Flag, Boys!)
- 1962 : Une histoire de Chine

## Style et caractéristiques de son œuvre

### Thèmes

#### Sa propre vie
McCarey incorpora de nombreux détails de sa vie personnelle dans ses films, depuis son travail aux studios Hal Roach jusqu'à la fin de sa vie. Le premier exemple connu est celui du gag du nœud de cravate que l'on retrouve dans plusieurs films de son début de carrière (en effet McCarey ne savait pas nouer une cravate). Il existe d'autres exemples, comme son rapport à la boxe, que l'on perçoit notamment dans Soupe au lait (1936), et dans Les Cloches de Sainte-Marie, où Ingrid Bergman apprend à un petit garçon à se battre. Dans Soupe au lait apparaît également un promoteur de boxe, un clin d'œil évident au travail de son père. 
Dans Cette sacrée vérité (The Awful Truth), on perçoit une autre référence à sa propre vie : Cary Grant tente de revendre une mine de cuivre qui ne lui rapporte pas un centime, d'ailleurs, le film entier, selon McCarey, faisait référence à sa propre vie ; et dans La Route semée d'étoiles (Going My Way), le prêtre incarné par Bing Crosby est un auteur de chanson raté. De plus, La Route semée d'étoiles montre l'héritage culturel irlandais catholique de McCarey, alors que Les Cloches de Sainte-Marie est basé sur l'histoire de sa tante, Sœur Mary Benedict, qui mourut de typhoïde. Sa tante n'était pas une enseignante (comme l'est en tant que religieuse Ingrid Bergman), mais sa sœur l'était, et on peut supposer que ces deux proches éclairent le personnage. Quant à Ce bon vieux Sam, ce serait un miroir de la propre existence de McCarey, qui lui-même fut déclaré avoir le salaire le plus élevé aux États-Unis en 1945.
Les allusions de McCarey à sa propre vie n'en font pas un grand réalisateur ipso facto, cependant cela montre qu'il concevait le cinéma comme une plage laissée à l'expression personnelle. Certes McCarey a pu apprécier « Un zeste de conte de fées » dans ses films,, mais les allusions au monde réel montrent qu'il faut nuancer et approfondir les aspects apparemment naïfs de ses films. Il pensait en effet que tout ce qui touche au merveilleux, afin d'être convaincant, devait être rattaché au réel.

#### La musique
La musique est un des facteurs les plus importants du travail de McCarey, en effet, malgré son échec en tant qu'auteur de chansons, il confessait facilement qu'il était « du fond du cœur, un musicien ».
L'univers musical est très présent dans les films de McCarey, ainsi groupes de jazz, chœurs d'enfants, cantatrices, professeurs de musique, compositeurs ratés, et spectacles de cabaret peuplent ses films. Malgré cet univers musical, McCarey ne dirigea qu'un film entièrement musical, Rythmes rouges (Red Hot Rhythm, 1929) ; cependant McCarey considérait La Route semée d'étoiles, contenant neuf références à la musique, comme « une comédie dramatique ». En effet le fait d'incorporer les passages musicaux à l'intrigue (à l'inverse de la plupart des comédies musicales, où l'intrigue est ralentie par une chanson) permet de servir l'action, relaxant tout en faisant avancer l'histoire. 
Cependant, au fur et à mesure de l'évolution de McCarey, il devient de plus en plus silencieux, en effet par exemple la scène finale de Cette sacrée vérité est remarquable par son silence, si on la compare à d'autres films de l'époque tels que L'Impossible Monsieur Bébé (Bringing Up Baby, 1938) ou Train de luxe (Twentieth Century, 1934), qui misent principalement sur une accélération due à la musique. Il en est de même pour La Route semée d'étoile, dont la dernière scène, qui aurait pu être filmée dans une apothéose musicale, est très calme : on suit le personnage à l'extérieur, dans la neige, et la musique disparaît peu à peu. Le silence devient alors le symbole de son abnégation chrétienne et de l'isolement en découlant. La présence perpétuelle de musique accentue alors les instants de silence, car, comme le dit Robert Bresson, « Le cinéma parlant inventa le silence ». Ainsi, dans Cette sacrée vérité et dans La Route semée d'étoiles, McCarey utilise des fins silencieuses, approchant la stase que Paul Schrader définit comme  le « Transcendental Style ».

## Distinctions

### Oscar
- 1937 : Meilleur réalisateur pour Cette sacrée vérité (The Awful Truth)
- 1939 : Nomination Meilleur réalisateur pour  Elle et lui
- 1940 : Nomination  Meilleure histoire originale pour Mon épouse favorite
- 1945 : Meilleur réalisateur,  Meilleur film, et  Meilleure histoire originale pour La Route semée d'étoiles
- 1946 : Nomination Meilleur réalisateur et nomination  Meilleur film pour Les Cloches de Sainte-Marie
- 1952 : Nomination  Meilleure histoire originale pour My Son John

### Golden Globe
- 1945 : Meilleur réalisateur pour La Route semée d'étoiles

### Association des critiques de cinéma argentins
- 1945 : Condor d'Argent du meilleur film étranger pour La Route semée d'étoiles

### Directors Guild of America
- 1958 : DGA Award des Insignes directoriale du cinéma pour Elle et lui
- 1960 : DGA Award des Insignes directoriale du cinéma pour La Brune brûlante

### Laurel Awards
- 1958 : Laurel d'or du meilleur producteur/réalisateur (huitième place)
- 1959 : Laurel d'Or du meilleur producteur/réalisateur (dixième place)
- 1960 : Laurel d'Or du meilleur producteur/réalisateur (neuvième place)

### New York Film Critics Circle Awards
- 1944 : NYFCC Award du meilleur réalisateur pour La Route semée d'étoiles

### Walk of Fame
- Étoile sur la Walk of Fame au 1500 Vine Street.

### Serge Daney, «Leo et les aléas»,Les Cahiers du cinéma
Serge Daney et Jean-Louis Noames, « Leo et les aléas », Les Cahiers du cinéma, no 163,‎ février 1965, p. 10-21
1. 1 2 3 4 5  p. 12
2. ↑  « Mais il y avait, en ce temps là, un usage qui voulait que son nom ne soit pas mentionné au générique : les membres de l'industrie savaient ce qu'il avait fait. » p. 12
3. ↑  « Si j'ai « fait » une centaine au moins de Laurel et Hardy, je n'en ai que très rarement pris le crédit » p. 12
4. ↑  « C'était l'un des rares comiques assez intelligents pour inventer eux-mêmes leurs gags. Laurel était incroyablement doué » p. 12
5. ↑  « tandis que Hardy était incapable de créer quoi que ce soit - c'était déjà très étonnant qu'il parvienne à trouver son chemin jusqu'au studio » p. 12
6. ↑  « « Babe » Hardy (Hardy « le bébé »), c'était le surnom que je donnais à Oliver » p. 12
7. ↑  « Bref, cela m'a fait beaucoup de peine d'avoir à quitter Laurel et Hardy » p. 12
8. ↑  « Ce travail a beaucoup représenté pour moi : rien n'aurait pu remplacer une telle expérience. » p. 12
9. ↑  « En raison du succès de ces films, il me fut possible de me faire une réputation et de recevoir des propositions pour réaliser des longs métrages » p. 12
10. ↑  « Et c'est lui qui me permit de doubler mon salaire d'abord, et ensuite qui me fit connaître »
11. 1 2  p. 15
12. ↑  « Pour ce film, j'ai écrit une grande partie du scénario » p. 15
13. ↑  « Un détail curieux : notre producteur était Joseph Kennedy, dont l'expérience au cinéma fut très courte. [...] C'est ce même Kennedy qui fut plus tard notre ambassadeur en Angleterre et le père de notre malheureux John. F » p. 15
14. ↑  « Wild Company était un film plutôt médiocre, et je n'y tiens pas beaucoup » p. 15
15. ↑  « Mon producteur était Ernst Lubitsch, et nous étions très bons amis » p. 15
16. ↑  « Les vedettes les plus importantes de la Paramount y jouaient » p. 15
17. ↑  p. 15-17
18. 1 2 3  p. 17
19. ↑  « Il avait plusieurs côtes brisées » p. 17
20. ↑  « J'ai refusé. Ils se sont alors fâchés avec le studio, ont rompu leur contrat, et sont partis. Me croyant en sécurité, j'ai accepté de renouveler mon propre contrat avec le studio. Aussitôt, les Marx se sont réconciliés avec la compagnie en question, et je me suis trouvé en train de diriger les Marx Brothers » p. 17 La version de McCarey présente les choses sous un jour très avantageux.
21. ↑  « Je ne l'aime pas tellement, vous savez. »
22. ↑  « J'aime mieux Belle of the Nineties (titre original de Ce n'est pas un péché) »
23. ↑  « La chose qui m'a le plus ému dut ma collaboration avec Duke Ellington »
24. ↑  « The Milky Way est un film que je n'aime pas beaucoup »
25. 1 2 3  p. 18
26. ↑  « je préfère Place aux jeunes à Cette sacrée vérité. Si j'ai vraiment du talent, c'est là qu'il apparaît »
27. ↑  « C'est un des films que j'ai tournés le plus rapidement. »
28. ↑  « The awful Truth, qui me permit de remporter l'Oscar, est un film dont le tournage me procura un réel plaisir » p. 18
29. ↑  « Entre la première et la deuxième version, il n'y a pas beaucoup de différences. C'est d'ailleurs la seule fois que j'ai fait un véritable remake d'un de mes films. »
30. ↑  « Et quant à la différence entre Love Affair et An Affair to remember, elle n'est autre que la différence entre Charles Boyer et Cary Grant. Cary Grant ne peut jamais réussir à masquer tout à fait cet extraordinaire sens de l'humour »
31. ↑  « Je voulais savoir si j'étais aussi bon scénariste et aussi bon metteur en scène que vingt ans plus tôt »
32. ↑  « Je voulais sans cesse surpasser le McCarey de vingt ans avant » p. 20
33. ↑  « je n'aime pas ce film. Je dois même dire que je déteste. J'ai eu avec lui beaucoup d'ennuis, sur lesquels je préfère ne pas m'étendre. Pour ce film, comme cela arrive quelquefois, les dieux m'ont abandonné »
34. ↑  « Mais je n'ai jamais tourné ce plan ! C'est quelqu'un qui m'a joué là un sale tour »
35. ↑  « Le film a eu un certain succès, mais quand, après deux immenses succès, vous n'en faites qu'un petit, on considère que c'est un échec »
36. 1 2 3 4 5  p. 20
37. ↑  « Pour mon film suivant, Ce bon vieux Sam, je croyais que mon idée de départ était excellente, mais je me suis visiblement trompé »
38. ↑  « Pour La Brune brûlante, il n'y eut malheureusement aucune campagne publicitaire en Amérique... »
39. ↑  « Mais, une nuit, ma fille, qui était de sortie, m'appela au téléphone pour m'annoncer la mort de Robert. »
40. ↑  « Toute l'équipe était aussi atterrée que moi-même. »
41. ↑  « Le studio voulait récupérer son argent, et, pour cela, il ne fallait pas que nous révélions la mort de Walker. »
42. ↑  « Mais, de toute, façon, il fallait que Walker meure à la fin et je n'avais pas tourné la scène question. »
43. ↑  « Et ce qui me plaisait aussi, c'est que c'était un peu ma vie qu'il racontait (ne le répétez pas ; ma femme va vouloir me tuer...) »

### American National Biography Online
(en) Thomas W. Collins, Jr., « Leo McCarey », sur American National Biography Online
1. ↑  « was born Thomas Leo McCarey »
2. ↑  « son of Thomas McCarey, a prominent West Coast boxing promoter, and Leona Mistrot McCarey »
3. ↑  « In 1920 McCarey married Stella Martin ; they had one child »
4. ↑  « In his later years he suffered from emphysema. He died in Santa Monica, California. »
5. ↑  « his father paid his way through the University of Southern California Law School »
6. ↑  « and in 1918 sold a song, « When the Eagle Flaps His Wings and Calls on the Kaiser » »
7. ↑  « the director Tod Browning. Browning hired him as « script girl » for The Virgin of Stamboul (1920) »
8. ↑  « he was chosen in 1921 by Universal Studios to direct his first film, Society Secrets »
9. ↑  « and in 1926 he was named vice president and supervisor of comedy productions at the studio »
10. ↑  « McCarey introduced in 1927 […] the skinny man/fat man duo of Stan Laurel and Oliver Hardy »
11. ↑  « which is widely regarded by critics to be the group's funniest, best-directed film »
12. ↑  « McCarey eventually became frustrated working with established comedians such as the Marx Brothers »
13. ↑  « In 1940 McCarey was involved in a serious car accident that almost killed him »
14. ↑  The Bells of St. Mary's became the highest-grossing film in the history of RKO Studios
15. ↑  My Son John is a lurid political drama about a mother who learns that her son is a Communist
16. ↑  Satan Never Sleeps, another heavy-handed exposé of Communism

### TCM
(en) « Overview of Leo McCarey », sur TCM
1. ↑  « While attending law school at USC »
2. ↑  « tried his hand at various jobs »
3. ↑  « had a career as an amateur middleweight boxer »
4. ↑  « he was involved in a freak elevator accident. Taking the $5,000 he collected in damages, he invested in a copper mine that went bust »
5. ↑  « Old friend David Butler interceded and introduced him to Tod Browning »
6. ↑  « McCarey was so successful that within two years, he had been promoted to vice president and supervised the studio's entire two-reel output. »
7. ↑  « By 1929, he felt secure in his abilities and yearned to undertake features, so he resigned from Roach Studios to work freelance. »
8. ↑  « That same year, he also helmed the genial domestic comedy Part-Time Wife about a woman so consumed with golf that her husband takes up the sport to save their marriage »
9. ↑  « Considered one of the best films to feature the zany antics of the comedians »
10. ↑  « Eliciting Laughton's most successful comic performance »
11. ↑  « "Make Way for Tomorrow" (1937), an adaptation of Josephine Lawrence's novel The Years Are So Long »
12. ↑  « The director went off salary to make what he considered his most personal film. Featuring tour-de-force work from old pros, Make Way for Tomorrow was a flop, […], its failure to earn money caused the studio to fire McCarey. »
13. ↑  « Harry Cohn hired McCarey to helm the third remake of « The Awful Truth » »
14. ↑  « Injured in a 1939 car accident and confined to a wheelchair »
15. ↑  The Bells of St. Mary's" (1945) for which McCarey formed Rainbow Productions (which he later sold to Paramount)
16. ↑  « The legacy of Leo McCarey has divided critics, many of whom seem to concur that he was better at creating isolated moments than crafting great movies. »

### Sense of Cinema
(en) « Leo McCarey », sur Sense of Cinema
1. ↑  « Leo McCarey was the first son »
2. ↑  « French-born Leona [Mistrol] McCarey »
3. ↑  « He attended St. Joseph’s Catholic school and Los Angeles High School »
4. ↑  « After he had become a successful filmmaker, his failure as a songwriter remained “his major frustration.” »
5. ↑  « With $5000 in damages from an accident where he fell down an elevator shaft, McCarey invested the money in a copper mine, which soon went bust »
6. ↑  « he lost cases quickly and he didn’t have the heart to defend people he knew to be guilty »
7. ↑  « vice-president of the studio and during that time supervised hundreds of comedy shorts »
8. ↑  « Paramount was so disappointed with its box office that McCarey was fired »
9. ↑  « telling anyone who would listen that he had won for the wrong film »
10. ↑  revealed Bing Crosby as a surprisingly gifted actor
11. ↑  « McCarey’s detractors (and sometimes even his supporters) argue that he is a director of great moments rather than great films »
12. ↑  « Jean Renoir expressed a once widely held sentiment when he remarked, “McCarey understands people better perhaps than anyone else in Hollywood" »
13. ↑  « Of the twenty-three sound features, eleven, are either out of print or have never been released on video in his home country. At least two more, Good Sam and Once Upon a Honeymoon, exist in compromised video versions. »
14. ↑  « The Milky Way also includes a manipulative boxing promoter, a gentle jab no doubt, at his father »
15. ↑  « Bing Crosby’s priest as a failed songwriter »
16. ↑  « Going My Way obviously draws on McCarey’s Irish Catholic heritage »
17. ↑   Good Sam‘s plot mirrors McCarey’s own life – his income was reported the highest in the USA for 1945
18. ↑  « McCarey may have liked “a little bit of the fairy tale” in his films »
19. ↑  « He clearly thought that, in the cinema, even fantasies needed to be anchored in the actual and the specific in order for them to be convincing »
20. ↑  « Jazz orchestras, children’s choirs, opera stars, music instructors, failed songwriters, and nightclub entertainers populate his films »
21. ↑  « the music simultaneously relaxes and advances the plot »
22. ↑  « Who else would make the final scene of such a loud screwball comedy as The Awful Truth end as quietly as it does? »
23. ↑  « the silence that is symbolic of Crosby’s Christian selflessness and the resulting isolation that brings »
24. ↑  « McCarey’s uses of near-silent endings approach the kind stasis that Paul Schrader defines as the Transcendental Style »

### Autres références
1. 1 2  « Leo McCarey » (présentation de l'œuvre), sur l'Internet Movie Database
2. 1 2 3  Paul Vecchiali, « Le génie americain: Leo McCarey », sur La Furia Umana (consulté le 14 mars 2011).
3. ↑  https://www.britannica.com/biography/Leo-McCarey
4. ↑   (en) William R Meyer, The film buff's catalog, Arlington House, 1978, 432 p. (ISBN 978-0-87000-417-9) « Jean Renoir once said that McCarey understood people better than anyone else in Hollywood. That facility enabled him to create warm, witty, sometimes zany comedies »
5. ↑  « Le choix de... : Gouverneur malgré lui », sur cinematheque.fr (consulté le 3 septembre 2018).
6. ↑  « Le choix de... : Tom and Jerry », sur cinematheque.fr (consulté le 3 septembre 2018).
7. ↑  (en) Peter Bogdanovich, “Leo McCarey”, Who The Devil Made It, New York, Ballantine, 1997, p. 381
8. ↑  (en) « Leo McCarey, “Comedy and a Touch of Cuckoo” », Extension,‎ novembre 1944, p. 34
9. ↑  (en) « Citation intégrale », sur They Shoot Pictures (consulté le 15 mars 2011) : « I only know I like my characters to walk in clouds, I like a little bit of the fairy tale. As long as I'm there behind the camera lens, I'll let somebody else photograph the ugliness of the world ».
10. ↑  Robert Bresson, Revue Archaïque : Notes sur le cinématographe, Gallimard, 12 avril 1995, 137 p. (ISBN 978-2-07-039312-1)